# 曺喜大
曺 喜大（チョ・ヒデ、朝: 조희대、1957年6月6日 - ）は、大韓民国の第17代大法院長。本貫は昌寧曺氏。

## 来歴
慶州生まれ、ソウル大学校法科大学卒業。1981年に司法試験に合格。1986年のソウル刑事地方法院裁判所判事として任官され、同職を30年以上勤めた。2014年に梁承泰大法院長（当時）の指名を受け、朴槿恵大統領から大法院判事に任命された。在職中は大韓航空ナッツ・リターンでの趙顕娥の処罰を厳格すべきと保守的な見解を出した他、良心的兵役拒否者への判決で大韓民国憲法に則り、処罰すべきと見解を出した。2020年から成均館大学准教授に就任。
金命洙が退任して以降3ヶ月も大法院長が空席であったため、2023年11月に曺を大法院長に指名。2023年12月8日に国会の承認を得て、正式に第17代大韓民国大法院長に就任。